# Saffron Walden
Pour les articles homonymes, voir Walden.
Saffron Walden est une ville britannique située dans le comté d'Essex (Angleterre). La population de sa paroisse civile était estimée à 16 613 habitants en 2021.
Cette ville de taille moyenne est située dans le district d'Uttlesford, à 12 milles (19 km) au nord de Bishop's Stortford, à 15 milles (24 km) au sud de Cambridge et à environ 35 milles (56 km) au nord de Londres. D'un aspect rural, elle conserve encore de nombreux bâtiments médiévaux.

## Histoire
Le paysagiste William Sawrey Gilpin (1761/62 - 4 avril 1843) a travaillé à Audley End House à Saffron Walden.

## Jumelage
Saffron Walden est jumelée avec les villes suivantes :
- Bad Wildungen en Allemagne